# Hebes Chasma

Hebes Chasma

Hebes Chasma ist ein Chasma (tiefer Canyon oder Erdspalte) am Nordrand des Grabensystems Valles Marineris auf dem Mars. Es befindet sich auf 1,1 Grad südlicher Breite und 76,2 Grad westlicher Länge zwischen dem Marsäquator und den Valles Marineris, östlich der Tharsis-Region.

## Beschreibung
Hebes Chasma ist eine komplett geschlossene Depression der Marsoberfläche, ohne Abflüsse zu den in der Nähe befindlichen Echus Chasma im Westen, dem Perrotin Krater im Südwesten und den Valles Marineris im Süden. Seine maximale Ausdehnung beträgt ca. 320 km in Ost-West-Richtung, 130 km in Nord-Süd-Richtung und bis zu 8 km Tiefe. Im Zentrum der Depression gibt es eine große tafelbergartige Erhebung mit bis zu 7 km Höhe, die damit fast so hoch wie das umgebende Gelände ist. Diese zentrale Hochebene macht aus Hebes Chasma ein einzigartiges Tal in der Marsgeographie.